# ゴーロン星人
ゴーロン星人（ゴーロンせいじん）は、特撮テレビドラマ『ウルトラセブン』、『ウルトラファイト』、『レッドマン』に登場する、架空の宇宙人。別名は宇宙猿人。
映画『猿の惑星』から着想を得たキャラクターであるとされる。

## 『ウルトラセブン』に登場するゴーロン星人
『ウルトラセブン』第44話「恐怖の超猿人」に登場。
地球征服を目論む、豊かな頭髪の大型猿に似た容姿の類人猿型異星人。ゴリラのような怪力と小型猿のような俊敏さを併せ持ち、目から相手の脳波の安定を狂わせる催眠光波を発射することや、一時的に自分の姿を消して敵の目をくらませることもできる。
モンキーランドで飼育されているゴールデンライオンタマリンに擬態し、そこで働く真山博士と助手の民子を脳波催眠によって使役する。ゴーロン星の医学はかなり発達しており、モンキーランド地下室にある脳波交換装置を用いて飼育員を身体は人間、脳はゴリラの猿人間第1号（ゴリー）に変貌させる。全人類を猿人間化するという地球征服計画を見抜いたダンの脳にその内容を話した後、巨大化する。ウルトラセブンとの戦いでは怪力で締め上げるが、最後は手裏剣光線の連打を避け続けて疲れきったところへ腹部にエメリウム光線を受け、粉砕される。
- 声：矢田耕司
- スーツアクター：西京利彦[15]
  - 資料によっては鈴木邦夫と記載しているものもあるが[5][10]、書籍『ウルトラセブン研究読本』の第46話解説で山村哲夫は鈴木とともに怪獣ショーで東北を回っていたとして作品終盤への参加を否定しており[16]、同書ではゴーロン星人のスーツアクターも記載していない。その後、雑誌『特撮秘宝Vol.3』のインタビューで西京が演じていたことが明らかになった[15]ほか、2016年に発見された制作日報でも西京だったことが裏付けられた[17]。
- 造形は東京美術センター内の円谷造形チームが担当したとされる[15]。着ぐるみの完成が撮影直前であったために接着剤が乾いておらず、西京はシンナー中毒になったという[15]。
- 第44話のロケーション撮影は名鉄グループとのタイアップとなっており、モンキーランドのシーンは日本モンキーセンターとのタイアップによって実現した[18]。そのため、同話のオープニングには名古屋鉄道が協力としてクレジットされている。これにちなみ、2013年5月31日には『セブン』の放送45周年を記念して第44話のオリジナルフレーム切手が発売され、同年6月2日には同センターにて贈呈式が開催された[18]。

### 猿人 ゴリー
『ウルトラセブン』第44話「恐怖の超猿人」に登場。
ゴーロン星人の脳波交換装置を用いた真山博士により、モンキーランドの飼育員がゴリラの脳波を移植されて変貌させられた姿。通常は普通の人間であるが、激しく興奮すると猿人に変身して怪力を発揮する。言葉は話せない。夜中、街へ鶏を盗みに行った帰りに警官2人に逮捕されるが、変身して手錠を切断したうえに警棒も折り、彼らの頚骨を粉砕して殺害する。猿に噛まれた傷を応急処置してくれたアンヌを気に入り、彼女をウルトラ警備隊に戻れなくしようとポインターを故障させる。その後もアンヌを付け回し、味方であるはずの真山博士と助手である民子の実験を妨害すると、アンヌを連れ去ろうとする。ダンにウルトラガンを投げつけられて一旦退散した後、日本ライン下りの名鉄遊船に乗って逃げるアンヌを、船頭2人のうち1人に変装して待ち伏せする。まもなく、船から降りて逃げたアンヌを保護したウルトラ警備隊と遭遇し、変身して岩を持ち上げたところをフルハシのウルトラガンで撃たれ、絶命する。
- 演：滝恵一
- アンヌが日本ライン下りの船で逃げる（本来は陸路より遠回りで時間もかかる）展開は、前述のように名鉄グループとのタイアップによるものである。
- マスクはラテックス製[21]。

## 『ウルトラファイト』に登場するゴーロン
『ウルトラファイト』第152話「赤い抱擁」、第155話「やらずのウー」、第157話「山師ゴーロン」、第158話「握手は終った」、第161話「荒原の墓場」、第163話「荒野の雄叫び」、 第164話「殺法破れ傘」、第165話「早過ぎた葬送曲」、第166話「炎も凍れ！」、第167話 「宇宙乱れ打ち」、第168話「銀嶺のデスマッチ」に登場。
宇宙の山師と異名を取り、掘り出し物に目がない。悪知恵があり、卑怯な手を使う。他者が戦っている最後に割り込んで勝利したり、セブンを闇討ちにしようと画策したりする。実は仏教徒で、共闘したイカルスと倒したセブンの葬送の際に合掌するか十字を切るかで揉めた後、息を吹き返したセブンにイカルス共々倒される。キーラーとは旧知の間柄だが、その関係は脆いものである。
- 『ウルトラファイト』では宇宙人も怪獣として扱っているため、単にゴーロンと呼ばれる[22]。
- 第196話「怪獣死体置場」では、円谷プロの着ぐるみ倉庫に頭部と胴体が別々に置かれているのが確認できる。

## 『レッドマン』に登場するゴーロン星人
『レッドマン』第14話、第17話に登場。
第14話ではペギラと共にレッドナイフでレッドマンに倒され、第17話ではレッドフォールでレッドマンに倒される。
- スーツは『ウルトラセブン』から『ウルトラファイト』を経た酷使により、頭髪がさらに薄くなっているほか、首周りの見栄えも怪しくなるなどの劣化が進んでいる[23]。